# 13 Włodzimierski Pułk Ułanów
13 Włodzimierski pułk ułanów (ros. 13-й уланский Владимирский полк) – oddział kawalerii Armii Imperium Rosyjskiego.

## Charakterystyka
21 maja 1701 został sformowany pułk dragonów Pułkownika Żdanowa. W październiku 1706 został przemianowany na Włodzimierski pułk dragonów. 16 lutego 1727 oddział został przemianowany na 2 Ałatyrski pułk dragonów. 13 listopada tego samego roku jednostce została przywrócona poprzednia nazwa. W latach 1849–1909 szefem pułku był wielki książę Michał Mikołajewicz Romanow. W latach 1883–1907 oddział nosił nazwę: 38 Włodzimierski Pułk Dragonów Jego Imperatorskiej Wysokości Wielkiego Księcia Michała Mikołajewicza (ros. 38-й драгунский Владимирский Его Императорского Высочества великого князя Михаила Николаевича полк). W latach 1876–1900 służbę w pułku pełnił Bronisław Bojarski de Bojary Czarnota. W okresie od 5 stycznia 1909 do 1 stycznia 191 oddziałem dowodził pułkownik baron Carl Gustaf Mannerheim. Do I wojny światowej jednostka stacjonowała w Mińsku Mazowieckim. Razem z 13 pułkiem dragonów z Garwolina tworzyła 1 Brygadę 13 Dywizji Kawalerii. W 1918 roku pułk został rozformowany.

## Znani żołnierze
- Bronisław Bojarski de Bojary Czarnota
- Christoph von Lieven(inne języki), w pułku od 1796, później generał piechoty, poseł rosyjski w Londynie, mąż Dorothei von Lieven
- Carl Gustaf Mannerheim, dowódca (1909 – 1911)
- Mikolaj Wonlarski(inne języki), w pułku 1890 – 1893, później generał kawalerii, tymczasowy generał-gubernator warszawski, zabity w zamachu OB PPS (14 sierpnia 1906)